# Cecco Brandolini
Cecco Brandolini (Bagnacavallo, 3 gennaio 1434 – Morea, 1464 circa) è stato un condottiero italiano.

## Biografia
Figlio di Brandolino Conte e Lippa Alidosi, nacque in un'illustre famiglia della noblità forlivese.
Sin dalla giovinezza seguì le orme dei parenti ed esercitò il mestiere delle armi. Inizialmente fu al servizio della Repubblica di Venezia con il fratello Tiberto e le rimase fedele anche quando quest'ultimo, nel 1453, passò improvvisamente agli Sforza. Per questo motivo il padre nominava lui e non Tiberto suo erede e successore nella contea di Valmareno.
Nel 1460 era al servizio di papa Pio II per combattere Sigismondo Malatesta e fu attivo nella Marca d'Ancona agli ordini di Ludovico Malvezzi. Entrato in territorio nemico, il 5 novembre 1460 passava Pergola per puntare verso Rocca Contrada (l'attuale Arcevia); non è chiaro se fosse riuscito a concludere l'impresa.
Il 10 marzo 1461 cambiava bandiera passando alle truppe del Malatesta e secondo Pio II (così lasciò scritto nei suoi Commentarii) la successiva sconfitta di Nidastore fu dovuta proprio alla diserzione del Brandolini e delle sue truppe. Il pontefice non rimase passivo di fronte al tradimento: iniziò una serie di procedimenti legali che il fratello Tiberto giudicò infamanti per la loro casata e, dietro sua richiesta, Francesco Sforza cercò di indurre il papa a sospendere queste incresciose misure. Non sappiamo che effetti produsse questo intervento.
Nel settembre 1461 lo si ritrova al servizio di Venezia. Si imbarcò quindi con le truppe di Bertoldo d'Este spedite in Morea per opporsi all'avanzata dei Turchi.
Dopo questo episodio, non si hanno altre notizie certe sul suo conto. Verosimilmente, morì nella primavera del 1464 travolto con Giovanni della Tela e altri mercenari dalla disfatta di Mantinea. A Gubbio, tuttavia, giunse la notizia della cattura del Brandolini ma non della sua morte. Secondo un'altra ipotesi, suffragata dalla cosiddetta Lettera d'un secretario del sig. Sigismondo Malatesta il Brandolini era ancora vivo nel luglio del 1464, quando il Malatesta era giunto in Morea per assumere il comando dell'esercito del defunto Bertoldo d'Este; secondo lo stesso documento sarebbe morto per mano turca qualche tempo dopo, ma la datazione riferita, 1466, è improbabile.